# تیسدیل، ساسکاچوان
تیسدیل، ساسکاچوان (به انگلیسی: Tisdale, Saskatchewan) یک منطقهٔ مسکونی در کانادا است که در ساسکاچوان واقع شده‌است. تیسدیل ۶٫۴۷ کیلومتر مربع مساحت و ۳٬۱۸۰ نفر جمعیت دارد.